# Tigre de Cristal Hotel & Resort
Гостинично-развлекательный комплекс Tigre de Cristal (Ти́грэ дэ Криста́л) — крупнейшее в России казино, первый резидент интегрированного развлекательного курорта «Приморье» (одной из четырёх игорных зон в России, где официально разрешена игорная деятельность). Расположен в курортной зоне Уссурийского залива на берегу бухты Муравьиная — в 50 км от Владивостока и в 15 км от аэропорта Владивосток.
Tigre de Cristal Hotel & Resort включает в себя казино, пятизвёздочный отель, ресторан авторской кухни, бары, и проводит для своих гостей еженедельные шоу-программы, праздничные концерты популярных артистов и другие развлекательные мероприятия.
В казино Tigre de Cristal около 300 слот-аппаратов, включая Novomatic, Spielo и Mercur, а также 40 игровых столов для игры в русский покер, техасский холдем, американскую рулетку, блэкджек и баккара.

## История
Название Tigre de Cristal в переводе с французского означает «кристальный тигр», где тигр олицетворяет принадлежность комплекса к дальневосточной территории, а кристалл символизирует прозрачность, открытость и честность игорного бизнеса.
Первых посетителей Tigre de Cristal Hotel & Resort принял 8 октября 2015 года. Торжественная церемония открытия состоялась 11 ноября 2015.
За первый год работы казино уплатило 130 млн рублей налога на игорный бизнес, а с учётом других налогов и НДФЛ сотрудников — 418 млн рублей.
К 2018 году количество посещений достигло 1 млн, почти 40 % — иностранцы.
На 2021 год запланировано строительство второй фазы Tigre de Cristal. Проект предполагает увеличение существующего номерного фонда и игрового оборудования в два раза по сравнению с уже существующим комплексом. Новый объект будет включать в себя четыре ресторана и бара, встроенный крытый пляж, торговые площади в режиме duty free и различные услуги для делового туризма. Объём планируемых инвестиций — более 200 млн долларов.

## Собственники
До сентября 2017 года единственным оператором Tigre de Cristal являлась компания Summit Ascent Holdings Ltd — дочерняя структура Лоуренса Хо Яу Лунг (англ. Lawrence Ho Yau Lung) — гонконгского бизнесмена в сфере индустрии азартных игр, генерального директора и совладельца компании Melco Crown Entertainment, чей клан давно является монополистом в игорном мире Гонконга.
В 2017 году Лоуренс Хо покинул управление компании и продал 30 % акций Summit Ascent Holdings Limited ведущей тайваньской судоходной компании First Steamship Company Limited. По предварительной оценке, стоимость сделки составила почти $250 млн.
В мае 2019 года в проект Summit Ascent вошла компания Suncity Group Holdings Limited из Макао, которая купила 27,97 % акций у компании First Steamship Company Ltd и 41,69 % акций в 2020 году у компании Summit Ascent, тем самым став обладателем контрольного пакета акций в размере 69,66 %. Помимо Tigre de Cristal, Suncity Group Holdings Limited управляет интегрированными курортами в Азии, включая Вьетнам, Филиппины и Японию.

## Награды и премии
Tigre de Cristal Hotel & Resort был трижды номинирован на престижную премию World Travel Awards и стал победителем в категории «Ведущий российский курорт» в 2018 году.
Журнал CEO Today (Universal Media Ltd) в своём специальном выпуске 2020 года представил список лучших отелей, ресторанов, курортов и других лидеров мировой туристической отрасли. Tigre de Cristal стал единственным в списке победителей от России и получил премию Corporate Travel Awards — 2020 в номинации «Отель года» (Hotel Resort of the Year).
В 2020 году власти Приморского края совместно с издательским домом «Золотой Рог» провели онлайн-голосование, по результатам которого Tigre de Cristal стал победителем XVI Бизнес-Премии Приморского края в номинации «Компания года-2019».
В 2021 году Tigre de Cristal Hotel & Resort стал победителем международной премии World Casino Awards в номинации «Лучшее казино с отелем России» и одержал победу в номинации «Лучший пятизвездочный отель Владивостока 2021» в международной премии Global Tourism Awards.